# فهرست صداپیشگان سیمپسون‌ها

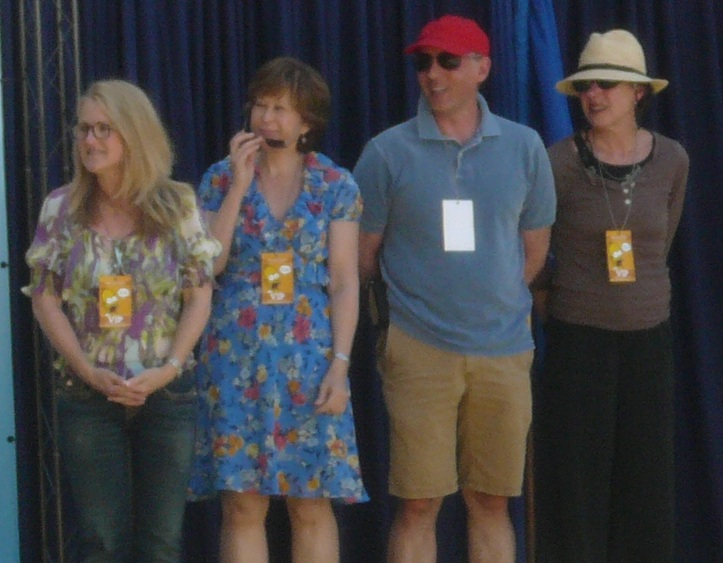
چهار نفر از شش بازیگران اصلی حاضر در یک مراسم در سال ۲۰۰۹ در سمت چپ جولی کاونر (مارج) و هومر

سیمپسون‌ها پویانمایی کمدی موقعیت آمریکایی است که ۶ صداپیشه اصلی و صداپیشگان معمول و مهمان متعددی دارد. صداپیشگان اصلی تشکیل شده‌اند از دن کستنلا، جولی کاونر، نانسی کارترایت، یاردلی اسمیت، هانک آزاریا و هری شیرر. تریس مک نیل، پالما هایدن، مگی روزول، راسی تیلور، مارسیا والاس، مارشا میتزمن گیون، کارل ویدرگت یه عنوان صداپیشه مکمل نقش ایفا کرده‌اند. صداپیشگان مهمان تکرار شده نیز شامل آلبرت بروکس، فیل هارتمن، جان لاویتس، جو مانتگنا و کلسی گرمر می‌شوند. با یک استثناء، تیتراژ پایانی فقط صداپیشگان را لیست می‌کند نه شخصیت صداگذاری شده را.
فاکس و عوامل تولید هر دو می‌خواستند هویت خود را هنگام قبل از اکران فصل‌ها مخفی کنند و زمان‌های ضبط زیادی را هنگامیکه از انتشار عکسشان جلوگیری می‌نمودند تعطیل کردند. شبکه بالاخره در قسمت «پول قدیمی» اعلام کرد که کدام فرد کدام نقش را دارد به علت آنکه تهیه‌کنندگان معتقد بودند صداپیشگان باید برای کارشان اعتبار دریافت کنند.

## صداپیشگان عادی

### پس زمینه

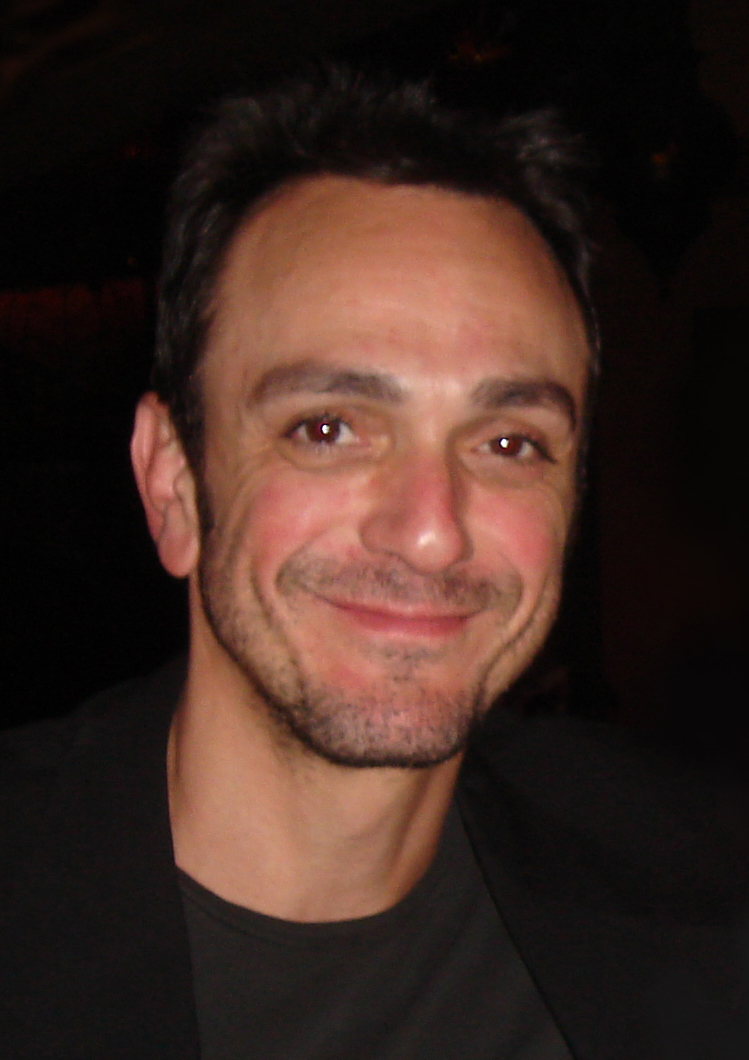
هانک آزاریا از فصل دوم صداپیشه معمول سیمپسون‌ها بوده‌است.

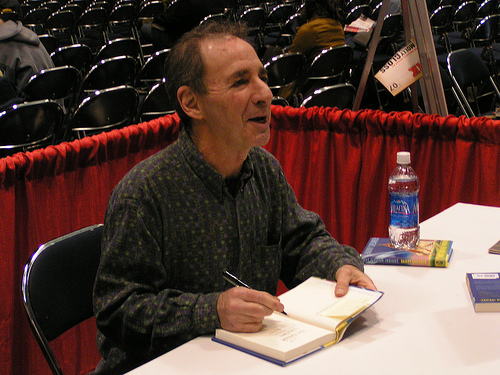
هری شیرر بیشترین برد جایزه امی کیفیت صدای برجسته را در میان صداپیشگان اصلی دارد.

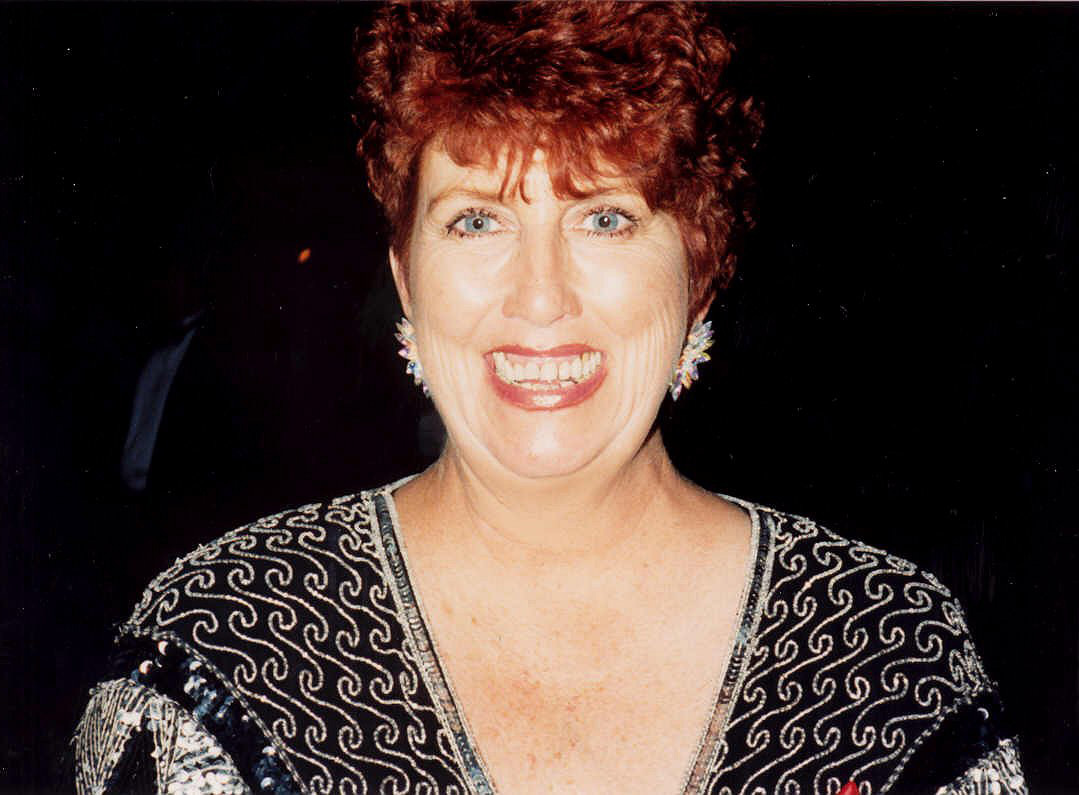
مارسیا والاس به‌طور منظم به عنوان خانم کراباپل تا زمان مرگش در سال ۲۰۱۳ نقش ایفا کرد.

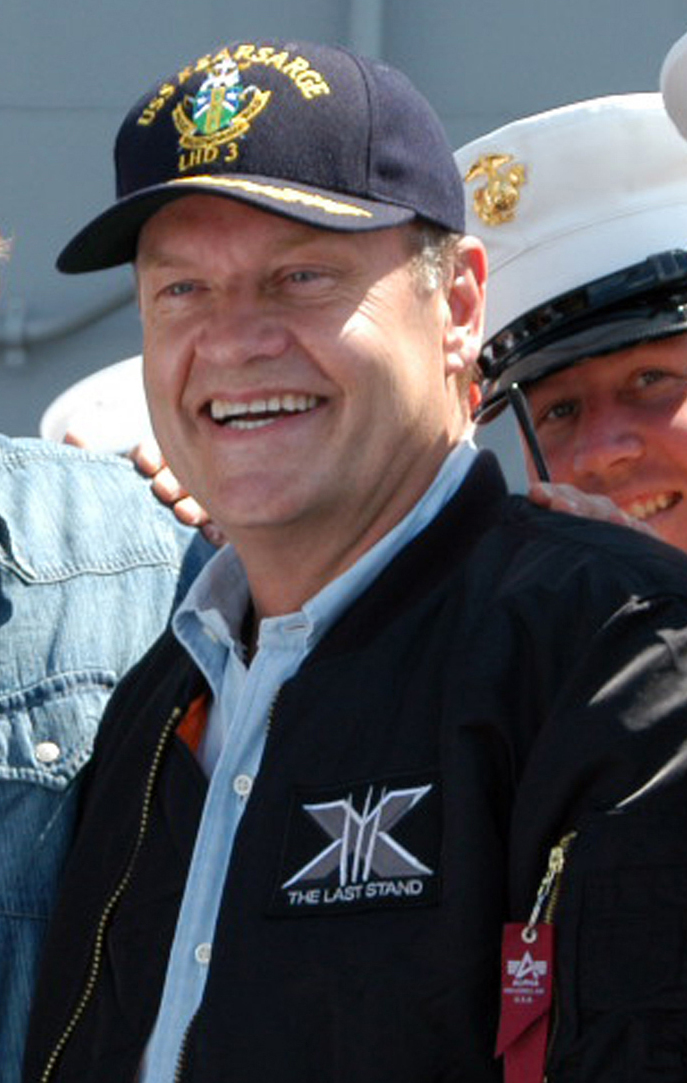
کسلی گرمر، صداپیشه سایدشو باب است.

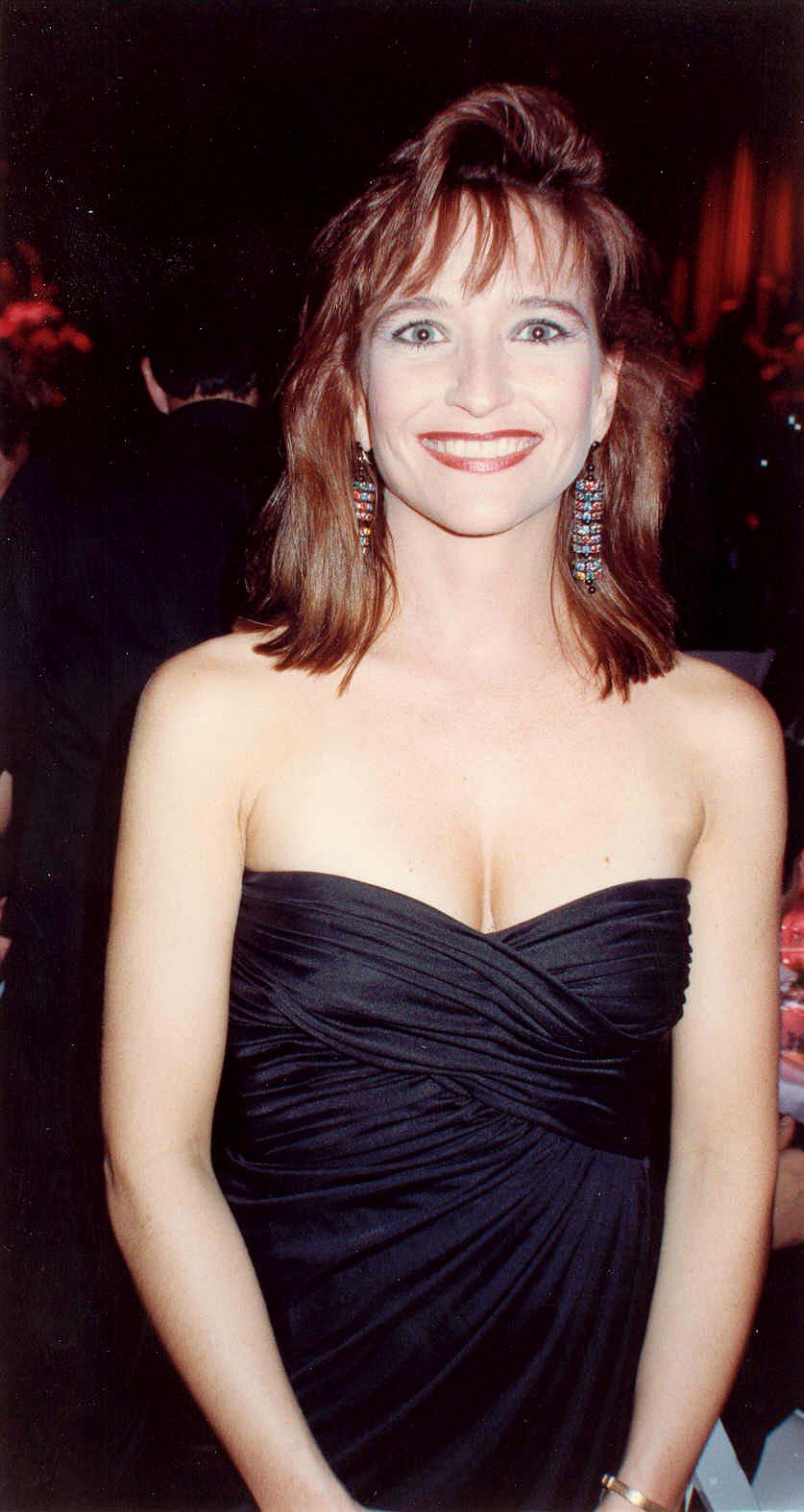
جن هوکس به عنوان صدای مانجلوا ناهاساپیماپتلیون (Manjula Nahasapeemapetilon) نقش ایفا می‌کند.

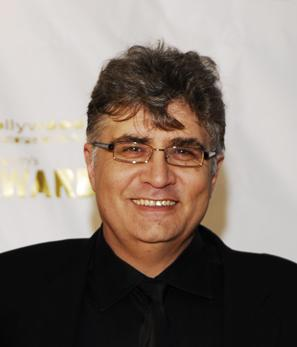
موریس لامارچ در چند نقش جزئی صدا پیشه بوده‌است.

در ۲۰۱۱، فاکس اعلام کرد به علت سختی اقتصادی، آن‌ها نمی‌توانند به ساخت سیمپسون‌ها به خاطر قرار داد فعلی ادامه دهند مگر آنکه میزان پرداختی کمتر شود، مجموعه می‌توانست تمام شود. برای مذاکرات، استودیو درخواست کرد صداپیشگان ۴۵٪ مبلغ پرداختی را دریافت کنند و در آن صورت سیمپسون‌ها تا فصل ۲۳ تمدید شود، وگرنه فصل پخش شده آخرین فصل می‌بود. در پایان، استودیو و صداپیشگان به یک تصمیم نهایی رسیدند که صداپیشگان ۳۰٪ پرداختی شان را دریافت کنند، چیزی در حدود ۳۰۰٬۰۰۰ $ برای هر قسمت، سیمپسون‌ها نیز تا فصل ۲۵ تمدید شد. همچنین در صداپیشگان، همه تأیید کردند که درگیری‌ها موجب کمتر شدن پرداختی شد.

### صداپیشگان اصلی
| صدا پیشه       | شخصیت‌ها              | شخصیت‌ها          | شخصیت‌ها                   | شخصیت‌ها                   |
| -------------- | -------------------- | ---------------- | ------------------------- | ------------------------- |
| دن کستنلا      | هومر سیمپسون         | پدربزرگ سیمپسون  | کراستی دلقک               | بارنی گامبل               |
| دن کستنلا      | Groundskeeper Willie | شهردار کوییمبی   | سانتا لیتل هلپر           | هانس مولمن                |
| دن کستنلا      | سایدشو مل            | ایچی             | نوجوان صدا خروسی          | گیل گاندرسن               |
| دن کستنلا      | لایر مو آبی          | ریچ تگزان        | کدس                       | لویی                      |
| دن کستنلا      | آرنی پی              | بیل              | آقای تینی                 | اسکات کریستین             |
| دن کستنلا      | چارلی                | گری              | کاپیتان لنس موردوک        | آقای پرنس                 |
| دن کستنلا      | یس گای               | جیک آرایشگر      | پوچی                      | لپولد                     |
| دن کستنلا      | رابی کروستفسکی       | فرانکی سنجاب     | کاوچ لوگاش                | جک مارلی                  |
| جولی کاونر     | مارج سیمپسون         | مارج سیمپسون     | پتی بوویر                 | سلما بوویر                |
| جولی کاونر     | جک کویلاین بوویر     | جک کویلاین بوویر | همسر سایدشو مل            | همسر سایدشو مل            |
| نانسی کارترایت | بارت سیمپسون         | مگی سیمپسون      | نلسون مانتز               | رالف ویگام                |
| نانسی کارترایت | کیرنی                | تاد فلندرس       | راد فلندرس                | دیتابیس                   |
| یردلی اسمیت    | لیسا سیمپسون         | لیسا سیمپسون     | مگی سیمپسون               | مگی سیمپسون               |
| یردلی اسمیت    | آنجلیکا باتن         | آنجلیکا باتن     | مادربزرگ فلندرس           | سیسیل شاپیرو              |
| هنک آزاریا     | مو سزیسلاک           | ویگام رئیس       | Apu Nahasapeemapetilon    | کارل کارلسون              |
| هنک آزاریا     | مرد کمیک بوکی        | لو               | پروفسور فرینک             | کلتوس اسپاکلر             |
| هنک آزاریا     | چالمز                | اسنیک جیلبرد     | کاپیتان هوراتو مک کالیستر | کریک ون هوتن              |
| هنک آزاریا     | وایسگای              | مرد بامبلی       | لوییجی ریزوتو             | مرد پیر احمق              |
| هنک آزاریا     | دیسکو استو           | دکتر نیک ریویرا  | داف من                    | دردریک تاتم               |
| هنک آزاریا     | جولیو                | جانی تایتلیپس    | کاوچ کراپت                | دوگ                       |
| هنک آزاریا     | چیس/پیرو             | لگز              | آکیرا                     | خالاف کالاش وندور         |
| هنک آزاریا     | گانتر                | دامپزشک          | فرانک گریمز               | ال تی اسمش                |
| هری شیرر       | آقای برنز            | ویلون اسمیترز    | ند فلندرز                 | مدیر اسکینر               |
| هری شیرر       | لنی لئونارد          | کنت براکمن       | ریورنارد لاوجوی           | دکتر هیبرت                |
| هری شیرر       | اوتو من              | جاسپر ریشی       | اسکراچی                   | رانیر ولفکستل / مک بین    |
| هری شیرر       | ادی                  | دیوی لارگو       | جاج سیندر                 | کنگ                       |
| هری شیرر       | مارتی                | دکتر داروین مونو | خدا                       | جورج بوش                  |
| هری شیرر       | هرمن                 | دیو ساتن         | دکتر جی. لورن پیور        | Sanjay Nahasapeemapetilon |
| هری شیرر       | آدولف هیتلر          | تام براکیو       | مدیر داندلینگر            | بنجامین                   |
| هری شیرر       | ریچارد نیکسون        | رونالد ریگان     | لگز                       | مرد رادیواکتیوی           |
| هری شیرر       | جبدیاه اسپرینگفیلد   | آقای بوویر       | ارنست                     | ندوارد فلندرز پدر         |
| هری شیرر       | ویلون اسمیترز پدر    |                  |                           |                           |

### دیگر صداپیشگان معمول
| قسمت | صداپیشه                           | شخصیت                      | شخصیت              | شخصیت                                   |
| ---- | --------------------------------- | -------------------------- | ------------------ | --------------------------------------- |
| ۴۹۴  | پاملا هایدن (1989–اکنون)          | میلهاوس ون هوتن            | جیمبو جونز         | راد فلندرز                              |
| ۴۹۴  | پاملا هایدن (1989–اکنون)          | تاد فلندرز                 | جینی پاول          | سارا ویگام                              |
| ۴۹۴  | پاملا هایدن (1989–اکنون)          | میل بو استیسی              | پچز                | روت پاورز                               |
| ۴۹۴  | پاملا هایدن (1989–اکنون)          | وندل بورتون                | لوییز              | ریچارد                                  |
| ۴۹۴  | پاملا هایدن (1989–اکنون)          | لوییز پنیکندی              |                    |                                         |
| ۴۴۷  | تریس مک نیلی (1990–اکنون)         | انگس اسکینر                | دلف                | برندلاین اسپاکلر                        |
| ۴۴۷  | تریس مک نیلی (1990–اکنون)         | لیندزی نیگل                | زن گربه‌ای احمق     | کوکی کوان                               |
| ۴۴۷  | تریس مک نیلی (1990–اکنون)         | برنایس هیبرت               | خانم مانتز         | خانم گلیک                               |
| ۴۴۷  | تریس مک نیلی (1990–اکنون)         | Manjula Nahasapeemapetilon | زن نهارخوری دوریس  | شوانا                                   |
| ۴۴۷  | تریس مک نیلی (1990–اکنون)         | خانم اسپرینگفیلد           | خانم آلبریت        | دوبارلا                                 |
| ۴۴۷  | تریس مک نیلی (1990–اکنون)         | اوپال                      | کومیکو             | جینو تریویلیگر                          |
| ۴۴۷  | تریس مک نیلی (1990–اکنون)         | ویولت فقیر                 | جینجر فلندرز       | برونلا پوملهورست                        |
| ۲۵۲  | کارل ویدرگات (1998–2010)          | لگز                        | شخصیت‌های مختلف     | شخصیت‌های مختلف                          |
| ۲۰۴  | مگب روزول (1990–1999, 2002–اکنون) | ماد فلندرز                 | هلن لاوجوی         | الیزابت هوور                            |
| ۲۰۴  | مگب روزول (1990–1999, 2002–اکنون) | لوآن ون هوتر               | پرنسس کشمیر        | ماری بیلی                               |
| ۱۷۴  | راسی تیلور (1990–present)         | پرنس مارتین                | شری                | تری                                     |
| ۱۷۴  | راسی تیلور (1990–present)         | اوتر زوکر                  | وندل بورتون        | لوییس                                   |
| ۱۰۰  | کریس اگرلی (2011–اکنون)           | شخصیت‌های مختلف             | شخصیت‌های مختلف     | شخصیت‌های مختلف                          |
| ۲۳   | دوریس گارو (1991–1997)            | زن نهار خوری دوریس         | زن نهار خوری دوریس | زن نهار خوری دوریس                      |
| ۱۱   | مارشا میتزمن گیون (1999–2002)     | ماد فلندرز                 | هلن لاوجوی         | الیزابت هوور                            |
| ۱۱   | جو ان هریس (1989–1992)            | مختلف                      | مختلف              | مختلف                                   |
| ۴    | کریستوفر کالینز (1989–1990)       | مو سزیسلاک                 | آقای برنز          | مسلح شده‌ترین و خطرناک‌ترین آمریکا میزبان |

## صداپیشگان مهمان یکباره
| قسمت‌ها | صدا پیشه                          | شخصیت‌ها                       | شخصیت‌ها                    | یادداشت |
| ------ | --------------------------------- | ----------------------------- | -------------------------- | --- |
| ۱۷۶    | مارسیا والاس (1990–2014)          | خانم کراباپال                 | خانم کراباپال              | به دنبال مرگ والاس در سال ۲۰۱۳ خانم کراباپال بازنشسته شد.                                                                             |
| ۵۲     | فیل هارتمن (1991–1998)            | توری مککلور                   | لیونل هارتز                | به دنبال مرگ هارتمن در ۱۹۹۸ مک کلور و هارتز بازنشسته شدند.                                                                            |
| ۵۲     | فیل هارتمن (1991–1998)            | دیگر نقش‌های یکباره            |                            | به دنبال مرگ هارتمن در ۱۹۹۸ مک کلور و هارتز بازنشسته شدند.                                                                            |
| ۲۷     | جو مانتگنا (1991–2015)            | تونی چاق                      | تونی چاق                   | مانتگانا اولین بار در ۱۹۹۱ ظاهر شد.                                                                                                   |
| ۲۴     | موریس لامارج (1995, 2006–2014)    | شخصیت‌های مختلف                | شخصیت‌های مختلف             | لامارج از سال ۱۹۹۵ در قسمت‌های متعدد ظاهر شده‌است.                                                                                      |
| ۲۰     | فرانک ولکر (1991–2002, 2014)      | سانتا لیتل هلپر               | اسنووبال II                | چندین بار از ۱۹۹۱ تا ۲۰۰۲ در قسمت‌های مختلف ظاهر شده‌است.                                                                               |
| ۲۰     | فرانک ولکر (1991–2002, 2014)      | شخصیت‌های مختلف دیگر           |                            | چندین بار از ۱۹۹۱ تا ۲۰۰۲ در قسمت‌های مختلف ظاهر شده‌است.                                                                               |
| ۱۸     | کلسی گرمر (1990–2015)             | سایدشو باب                    | سایدشو باب                 | گرامر از حدود ۱۹۹۰ |
| ۱۷     | کوین مایکل ریچاردیسون (2009–2015) | شخصیت‌های دیگر مختلف           | شخصیت‌های دیگر مختلف        | ریچاریسون در نقش‌های مختلفی از ۲۰۰۹ حضور داشته‌است.                                                                                     |
| ۱۲     | Jon Lovitz (1991–2015)            | آرتی زیف                      | پروفسور لومباردو           | لوویتر در قسمت‌های متعدد از ۱۹۹۱ ظاهر شده‌است.                                                                                          |
| ۱۲     | Jon Lovitz (1991–2015)            | آریستوتل آمادوپولوس           | جی شرمن                    | لوویتر در قسمت‌های متعدد از ۱۹۹۱ ظاهر شده‌است.                                                                                          |
| ۱۲     | Jon Lovitz (1991–2015)            | لیولین سینکلیر و خانم سینکلیر | انریکو اریتیازو            | لوویتر در قسمت‌های متعدد از ۱۹۹۱ ظاهر شده‌است.                                                                                          |
| ۸      | جین کاچمارک (2001–2010)           | قاضی دادگاه کنستنس            | قاضی دادگاه کنستنس         | کاچمارک از سال ۲۰۰۱ در نقش‌های مختلف صداگذاری کرده‌است.                                                                                 |
| ۷      | آلبرت بروکس (1990–2015)           | هانک اسکورپیو                 | جاکوز برانسویک             | بروکس از ۱۹۹۰ در قسمت‌های متعددی ظاهر شده‌است.                                                                                          |
| ۷      | آلبرت بروکس (1990–2015)           | باب کابوی                     | برد گادمن                  | بروکس از ۱۹۹۰ در قسمت‌های متعددی ظاهر شده‌است.                                                                                          |
| ۷      | آلبرت بروکس (1990–2015)           | تب اسپنگلر                    |                            | بروکس از ۱۹۹۰ در قسمت‌های متعددی ظاهر شده‌است.                                                                                          |
| ۷      | گلن کلوز (1995–2015)              | مونا سیمپسون                  | مونا سیمپسون               | کلوز از ۱۹۹۵ در نقش مونا مادر هومر نقش بازی کرد. از سال ۲۰۰۸ که این شخصیت کشته شد به صورت فلش بک یا نگاه به گذشته نمایان می‌شود.       |
| ۷      | جکی میسن (1991–2014)              | رابی کراستوفسکی               | رابی کراستوفسکی            | میسن اولین بار در ۱۹۹۱ به عنوان پدر کراستی دلقک ظاهر شد. شخصیت در ۲۰۱۴ کشته شد. دن کستلانتا چندین قسمت این شخصیت را صداگذاری کرده‌است. |
| ۶      | Jan Hooks (1997–2002)             | Manjula Nahasapeemapetilon    | Manjula Nahasapeemapetilon | هوکس صدای اصلی مانجولا را از ۱۹۹۷ تا ۲۰۰۲ صدا گذاری کرده‌است. ترس مکنیلی هم‌اکنون این شخصیت را صداگذاری می‌کند.                          |
| ۶      | استیون هاوکینگ (1999–2010)        | خودش                          | خودش                       | هاوکینگ از بین بازیگرانی که در نقش خودشان ظاهر شده‌اند بیشترین تعداد را داراست.                                                        |

## جوایز و نامزدی‌ها
| سال  | صداپیشه        | جایزه                    | دسته                                | نقش                                                              | قسمت                                                | نتیجه | یاد.   |
| ---- | -------------- | ------------------------ | ----------------------------------- | ---------------------------------------------------------------- | --------------------------------------------------- | ----- | ------ |
| ۱۹۹۲ | نانسی کارترایت | جایزه امی ساعات پربیننده | کیفیت صدای برجسته                   | بارت سیمپسون                                                     | مشاغل جدا                                           | برنده | [ ۲۰ ] |
| ۱۹۹۲ | دن کستلنتا     | جایزه امی ساعات پربیننده | کیفیت صدای برجسته                   | هومر سیمپسون                                                     | کره اسب لیسا                                        | برنده | [ ۲۰ ] |
| ۱۹۹۲ | جولی کاونر     | جایزه امی ساعات پربیننده | کیفیت صدای برجسته                   | مارج سیمپسون                                                     | من با مارج ازدواج کرده‌ام                            | برنده | [ ۲۰ ] |
| ۱۹۹۲ | جکی میسن       | جایزه امی ساعات پربیننده | کیفیت صدای برجسته                   | رابی هیمن کروتوفسکی                                              | مثل پدر، مثل دلقک                                   | برنده | [ ۲۰ ] |
| ۱۹۹۲ | یردلی اسمیت    | جایزه امی ساعات پربیننده | کیفیت صدای برجسته                   | لیسا سیمپسون                                                     | لیسا یونانی                                         | برنده | [ ۲۰ ] |
| ۱۹۹۲ | مارسیا والاس   | جایزه امی ساعات پربیننده | کیفیت صدای برجسته                   | ادنا کراباپل                                                     | بارت عاشق                                           | برنده | [ ۲۰ ] |
| ۱۹۹۳ | دن کستلنتا     | جایزه امی ساعات پربیننده | کیفیت صدای برجسته                   | هومر سیمپسون                                                     | آقای گاوآهن (Plow)                                  | برنده | [ ۲۱ ] |
| ۱۹۹۵ | نانسی کارترایت | جایزه انی                | صداپیشگی در زمینهٔ انیمیشن           | بارت سیمپسون                                                     | رادیو بارت                                          | برنده | [ ۲۲ ] |
| ۱۹۹۷ | مگی راسول      | جایزه انی                | بهترین صداپیشگی توسط صداپیشه زن     | شری بابینز                                                       | "Simpsoncalifragilisticexpiala(Annoyed Grunt)cious" | نامزد | [ ۲۳ ] |
| ۱۹۹۸ | هنک آزاریا     | جایزه امی ساعات پربیننده | کیفیت صدای برجسته                   | Apu Nahasapeemapetilon                                           | شری رابینز                                          | برنده | [ ۲۴ ] |
| ۲۰۰۱ | هنک آزاریا     | جایزه امی ساعات پربیننده | کیفیت صدای برجسته                   | مختلف                                                            | بدترین قسمت                                         | برنده | [ ۲۵ ] |
| ۲۰۰۳ | هنک آزاریا     | جایزه امی ساعات پربیننده | کیفیت صدای برجسته                   | مختلف                                                            | مو بلوز بچه                                         | برنده | [ ۲۶ ] |
| ۲۰۰۴ | دن کستلنتا     | جایزه امی ساعات پربیننده | کیفیت صدای برجسته                   | مختلف                                                            | امروز من یک دلقکم                                   | برنده | [ ۲۷ ] |
| ۲۰۰۶ | کلسی گرمر      | جایزه امی ساعات پربیننده | کیفیت صدای برجسته                   | سایدشوباب                                                        | باب ایتالیایی                                       | برنده | [ ۲۸ ] |
| ۲۰۰۷ | جولی کاونر     | جایزه انی                | بهترین صداپیشگی در یک ویژگی انیمیشن | مارج سیمپسون                                                     | سیمپسون‌ها (فیلم)                                    | نامزد | [ ۲۹ ] |
| ۲۰۰۹ | هنک آزاریا     | جایزه امی ساعات پربیننده | کیفیت صدای برجسته                   | مو سزیسلاک                                                       | اینی تینی مایا، مو                                  | نامزد | [ ۳۰ ] |
| ۲۰۰۹ | دن کستلنتا     | جایزه امی ساعات پربیننده | کیفیت صدای برجسته                   | هومر سیمپسون                                                     | بابا بدترین رو می دونه                              | برنده | [ ۳۱ ] |
| ۲۰۰۹ | هری شیرر       | جایزه امی ساعات پربیننده | کیفیت صدای برجسته                   | آقای برنز، اسمیترز ، کنت براکمن و لنی                            | برنز و bees                                         | نامزد | [ ۳۰ ] |
| ۲۰۱۰ | هنک آزاریا     | جایزه امی ساعات پربیننده | کیفیت صدای برجسته                   | مو سزیسلاک، Apu Nahasapeemapetilon                               | "Moe Letter Blues"                                  | نامزد | [ ۳۲ ] |
| ۲۰۱۰ | دن کستلنتا     | جایزه امی ساعات پربیننده | کیفیت صدای برجسته                   | هومر و مادربزرگ سیمپسون                                          | چهارشنبه با ابی                                     | نامزد | [ ۳۲ ] |
| ۲۰۱۱ | دن کستلنتا     | جایزه امی ساعات پربیننده | کیفیت صدای برجسته                   | هومر سیمپسون، بارنی گامبل، کراستی، لویی                          | دونی فاستو                                          | نامزد | [ ۳۳ ] |
| ۲۰۱۲ | هنک آزاریا     | جایزه امی ساعات پربیننده | کیفیت صدای برجسته                   | مو سزیسلاک، دافمن، دافمن مکزیکی، مرد کمیک بوکی کارل و رئیس ویگام | مو از کهنه‌ها به ثروتمندان تبدیل می‌شود.              | نامزد | [ ۳۴ ] |
| ۲۰۱۴ | هری شیرر       | جایزه امی ساعات پربیننده | کیفیت صدای برجسته                   | اسمیترز ، کنت براکن و آقای برنز                                  | چهار حسرت و یک تشییع جنازه                          | برنده | [ ۳۴ ] |
| ۲۰۱۵ | دن کستلنتا     | جایزه امی ساعات پربیننده | کیفیت صدای برجسته                   | هومر سیمپسون                                                     | دوست جدید بارت                                      | نامزد | [ ۳۴ ] |
| ۲۰۱۵ | هنک آزاریا     | جایزه امی ساعات پربیننده | کیفیت صدای برجسته                   | مو سزیسلاک و راننده خانه پدی                                     | راهنمای پرنسس                                       | برنده | [ ۳۴ ] |
| ۲۰۱۵ | ترس مک نیلی    | جایزه امی ساعات پربیننده | کیفیت صدای برجسته                   | لنی فانتین، شوانا، خانم مونتز                                    | خانم مسافر من                                       | نامزد | [ ۳۴ ] |

## پیوندهای بیرون
- لیست بازیگران بایگانی‌شده  در ۲۱ سپتامبر ۲۰۱۶ توسط Wayback Machine در پایگاه اینترنتی فیلم